# Championnat de France de rugby à XV 1911-1912
Navigation
1910-1911 1912-1913

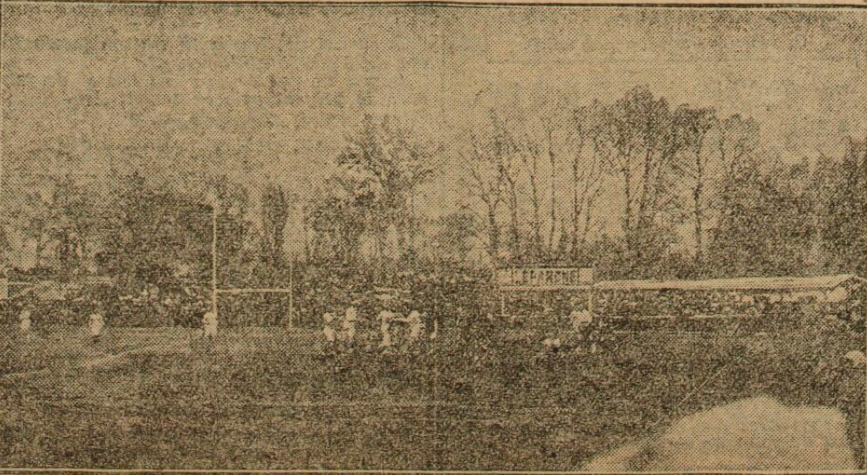
Finale du 31 mars 1912 au Stade des Ponts-Jumeaux de Toulouse, Stade Toulousain - Racing Club de France.

Le championnat de France de rugby à XV de première division 1911-1912 est remporté par le Stade toulousain qui bat le Racing club de France en finale.
Pour la première fois, le Stade toulousain remporte le Bouclier de Brennus, cette équipe, qui termine aussi la saison en étant invaincue, est connue sous le nom de Vierge Rouge.

## Contexte
Le Tournoi des cinq nations 1912 est remporté par l'Angleterre et l'Irlande, la France est dernière.

## Les participants
Afin de participer au champion de France de rugby à XV, chaque comité de l'USFSA organise un championnat régional. Chaque champion de région se qualifient dès lors pour le Championnat de France.
Sont indiqués en gras les clubs champion des championnats régionaux de l'USFSA participant pour le championnat de France 1912.
• Aviron bayonnais, champion de la Côte Basque.
• FC Grenoble, champion des Alpes.
• Le Havre AC, champion de Haute-Normandie.
• RC Châlon, champion de Bourgogne et de Franche-Comté.
• RC Compiégnois, champion de Picardie.
• Racing Club de France, champion de Paris.
• RC Narbonne, champion du Languedoc.
• RC Toulon, champion du Littoral.
• Stade bordelais UC, champion de la Côte-d'Argent.
• Stade nantais UC, champion de l'Atlantique.
• Stade toulousain, champion des Pyrénées.
• US Cognac, champion des Charentes.
• US du Mans, champion de Beauce et du Maine.
• US Tour, champion de la Tourraine.

## Première éliminatoire
Les différents champions régionaux se rencontrent pour la phase suivante. Au même moment, le Racing CF affronte le Stade français pour le championnat de Paris.
| Date            | Club (domicile)    | Score  | Club (extérieur) | Lieu                                   |
| --------------- | ------------------ | ------ | ---------------- | -------------------------------------- |
| 18 février 1912 | US du Mans         | 0 - 26 | Stade Nantais UC | ?, Le Mans                             |
| 18 février 1912 | FC Grenoble        | 18 - 3 | RC Châlon        | Parc des sports Lesdiguières, Grenoble |
| 18 février 1912 | US Cognac          | 5 - 6  | Aviron bayonnais | ?, Cognac                              |
| 18 février 1912 | Stade toulousain   | 19 - 0 | RC Narbonne      | Stade des Ponts-Jumeaux, Toulouse      |
| 18 février 1912 | FC de Lyon         | 16 - 0 | RC Toulon        | Stade de la Plaine, Lyon               |
| 18 février 1912 | RC Compiégnois     | 17 - 0 | Le Havre AC      | Terrain de Magny, Compiègne            |
| 18 février 1912 | Stade bordelais UC | 66 - 0 | US Tour          | Terrain du SBUC, Le Bouscat            |

## Quarts de finale
Les rencontres éliminatoires du championnat de France eurent lieu le 3 mars.
La rencontre entre Grenoble et Lyon, initialement prévu au Parc des sports Lesdiguières a été reporté au dimanche prochain à Lyon, sur le terrain du FCL, route d'Heyrieux.
| Date         | Club (domicile)  | Score  | Club (extérieur)   | Lieu                        |
| ------------ | ---------------- | ------ | ------------------ | --------------------------- |
| 3 mars 1912  | Stade Nantais UC | 3 - 5  | Stade bordelais UC | ?, Nantes                   |
| 3 mars 1912  | RC Compiégnois   | 0 - 23 | Racing CF          | Terrain de Magny, Compiègne |
| 3 mars 1912  | Aviron bayonnais | 0 - 3  | Stade toulousain   | Stade de Hardoy, Anglet     |
| 10 mars 1912 | FC de Lyon       | 13 - 0 | FC Grenoble        | Stade de la Plaine, Lyon    |

## Demi-finales
Les deux demi-finales du championnat 1912 se déroule le 17 mars à Lyon et à Colombes
| Date         | Club (domicile) | Score     | Club (extérieur)   | Lieu                                 |
| ------------ | --------------- | --------- | ------------------ | ------------------------------------ |
| 17 mars 1912 | FC de Lyon      | 5 - 13    | Stade toulousain   | Stade de la Plaine, Lyon             |
| 17 mars 1912 | Racing CF       | 8 - 4 ap. | Stade bordelais UC | Vélodrome du Parc des Princes, Paris |

## Finale
| Équipes               | Stade toulousain - Racing club de France |
| Score                 | 8 - 6 (0-6) |
| Date                  | Dimanche 31 mars 1912 |
| Stade                 | Stade des Ponts Jumeaux à Toulouse |
| Arbitre               | Marc Giacardy |
| Les équipes           | |
| Stade toulousain      | Clovis Tavernier, Jean-René Pascarel,, Bergé, Louis Mariette, Pierre Mounicq (cap), Jean-Louis Capmau, Jean Falc, Joseph-Humbert Servat, (o) Alfred Mayssonnié, (m) Philippe Struxiano, Pierre Jauréguy, André Moulines, Marie-Joseph de Fozières, Lucien Mourra, François-Xavier Dutour |
| Racing club de France | Pierre Guillemin, Jacques Tonsèque, Marcel Monniot, G. Bellanger, Amédée Combemale, Paul Descamps, Roger Lerou, Henri Vives, (o) Jequier, (m) Rowland Griffiths, Géo André, Gaston Lane (cap), Marcel Burgun, Pierre Failliot, Jean Lagarrigue                                           |
| Points marqués        | |
| Stade toulousain      | 2 essais de Mayssonié et Jauréguy 1 transformation de Dutour |
| Racing club de France | 2 essais de Géo André |